# Boiu, Mureș
Boiu, mai demult Boiu mare, (în dialectul săsesc Bān, Bun, în germană Gross-Freudendorf, Freudendorf, Großbun, în maghiară Bún, Felsőbún, Nagybún) este un sat în comuna Albești din județul Mureș, Transilvania, România.

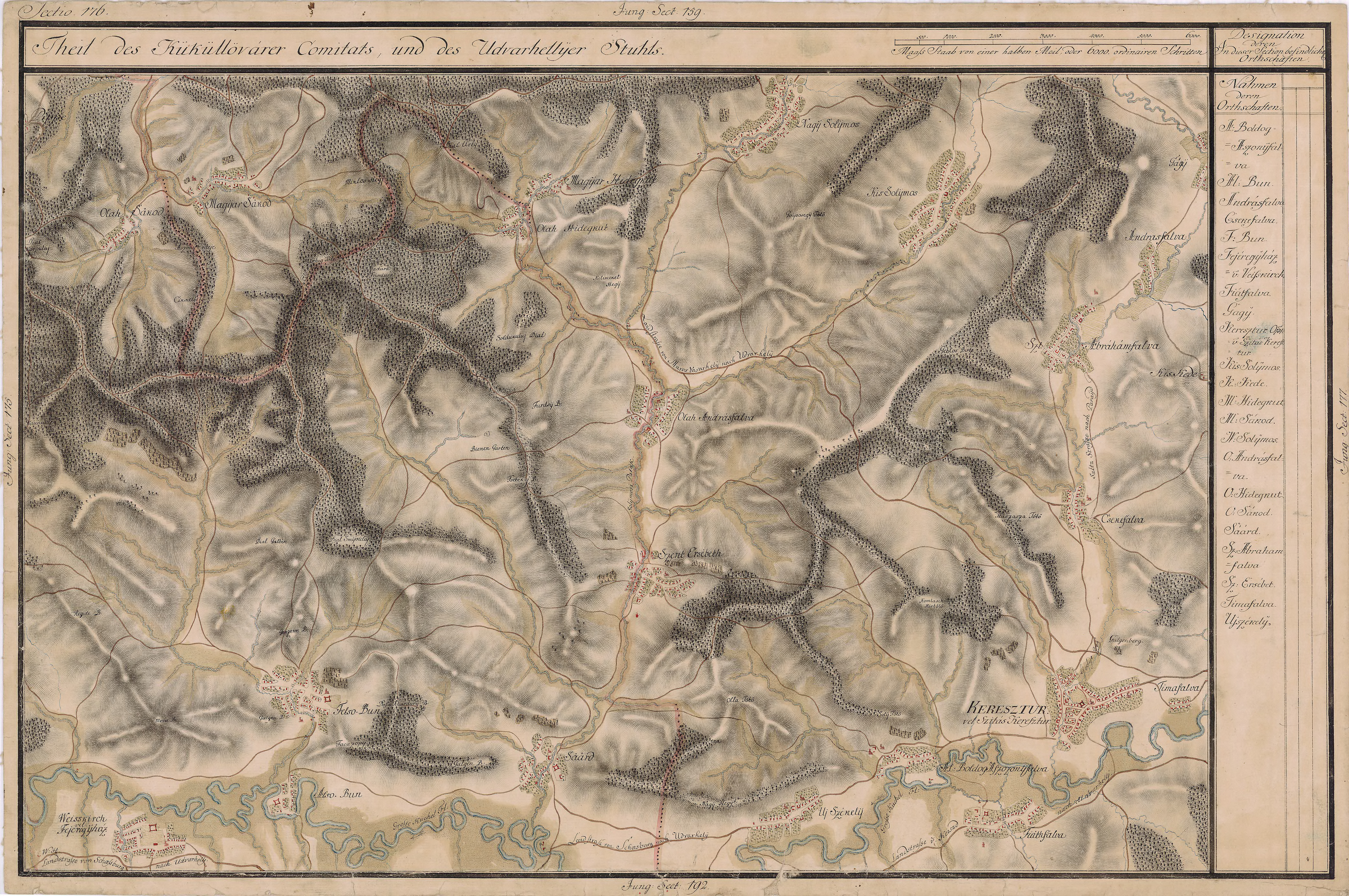
Boiu pe Harta Iosefină a Transilvaniei, 1769-1773

## Clădiri istorice
- Castelul Bethlen din Boiu⁠(hu)[traduceți]

## Personalități
- Miklós Bethlen (1642-1716), scriitor, cancelar al Transilvaniei
- Ioan Ioanoviciu (1884-1951), deputat în Marea Adunare Națională de la Alba Iulia 1918, avocat

## Imagini

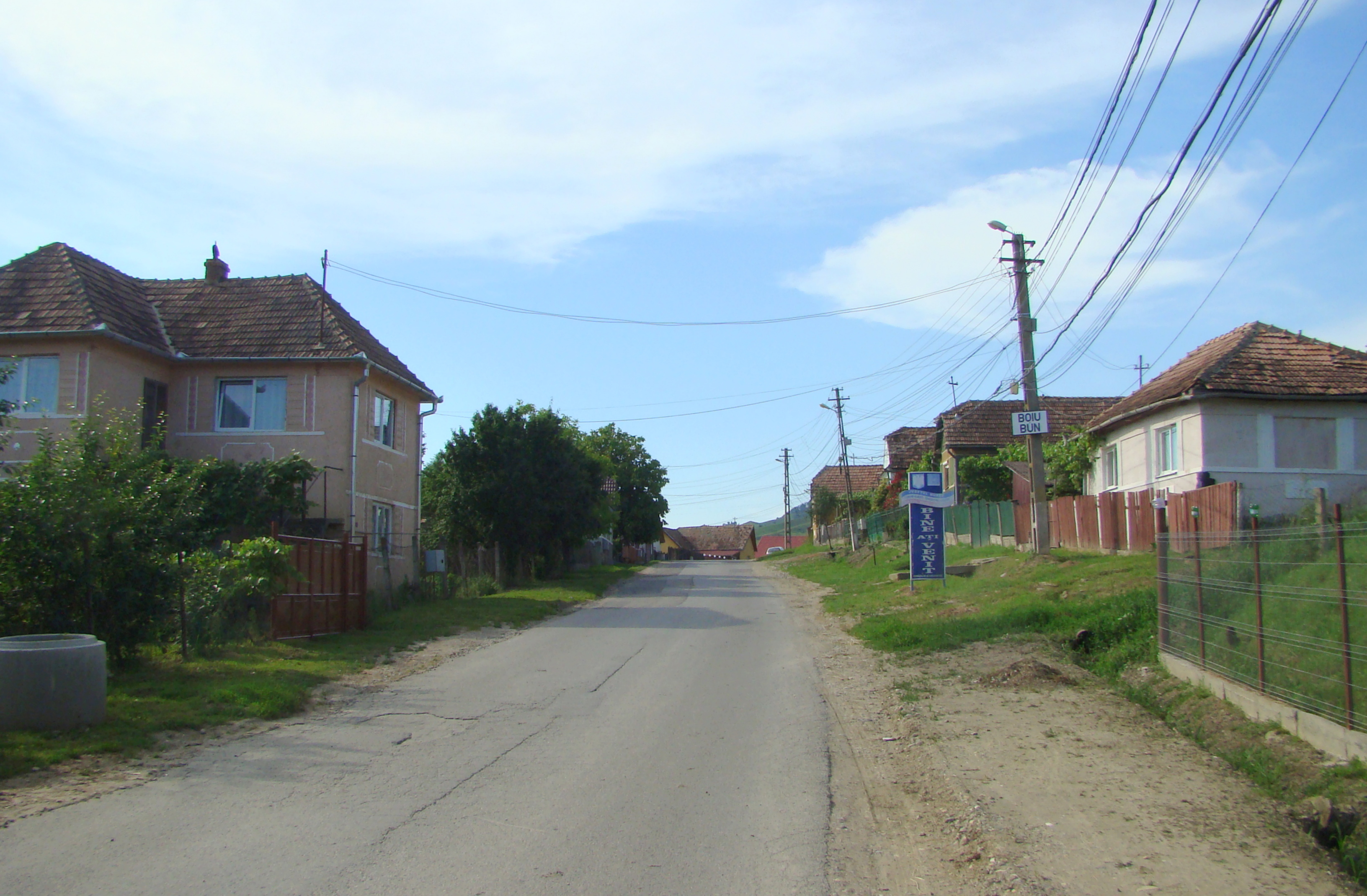
Intrarea în localitate
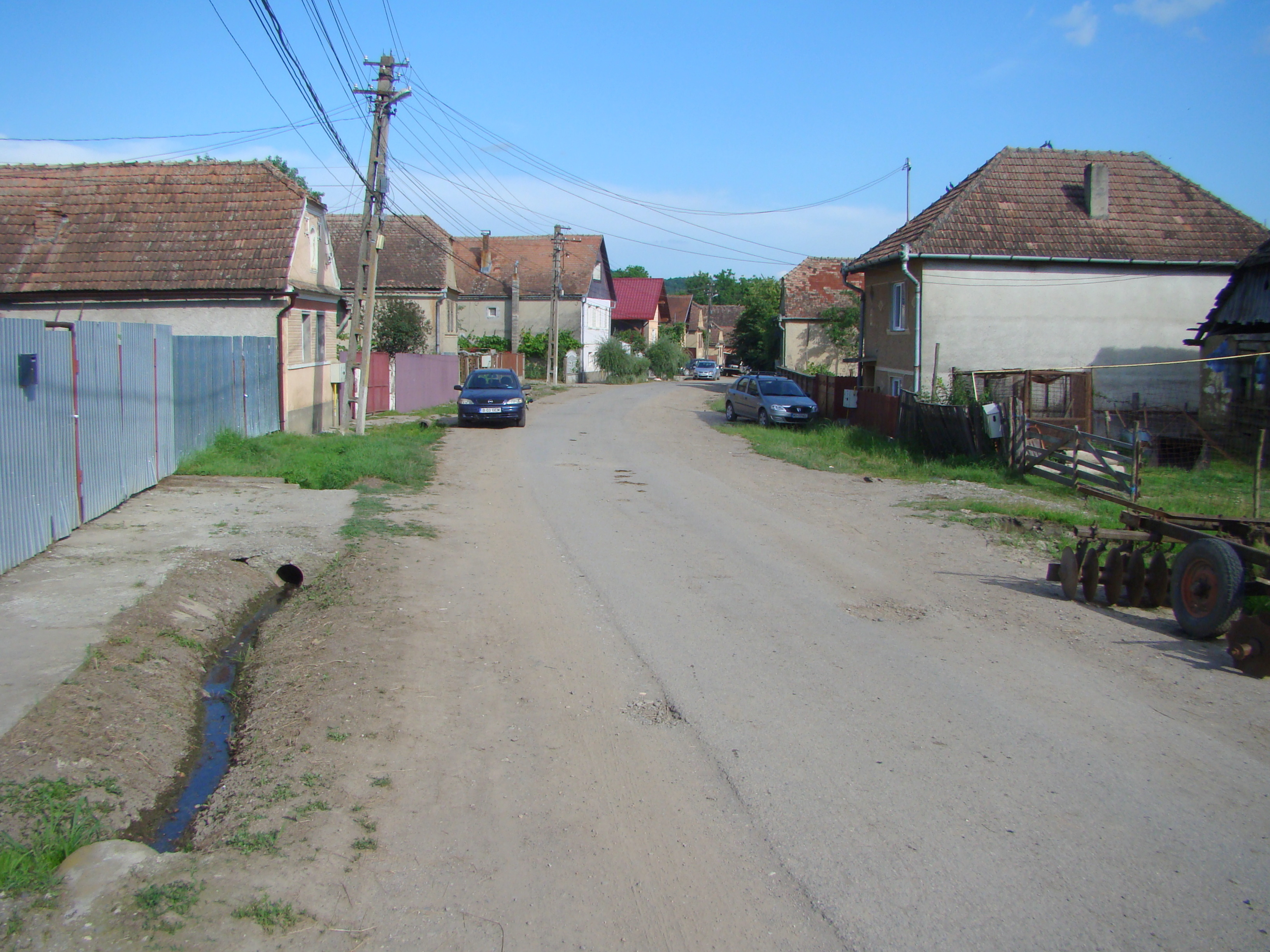
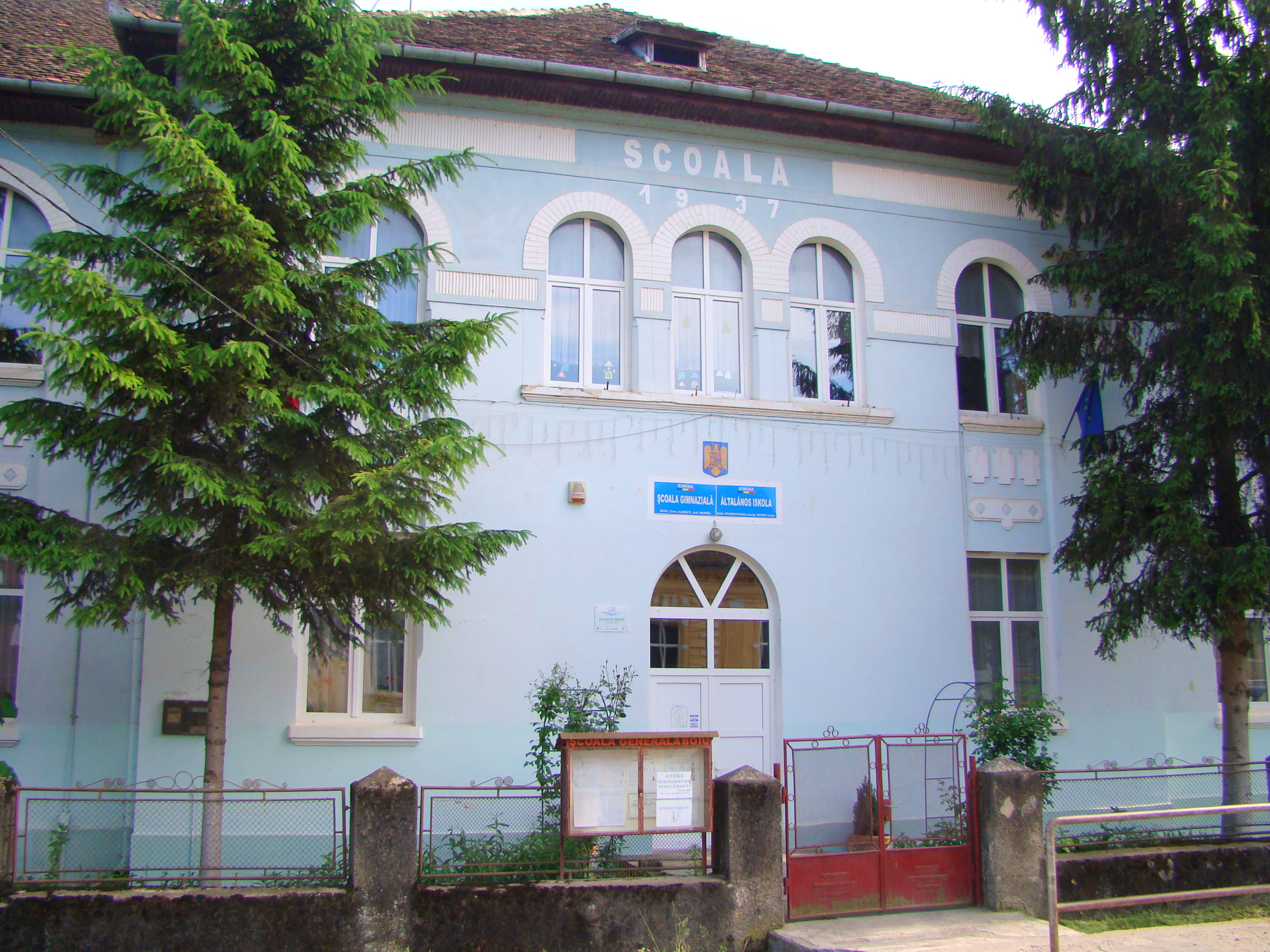
Școala gimnazială (1937)
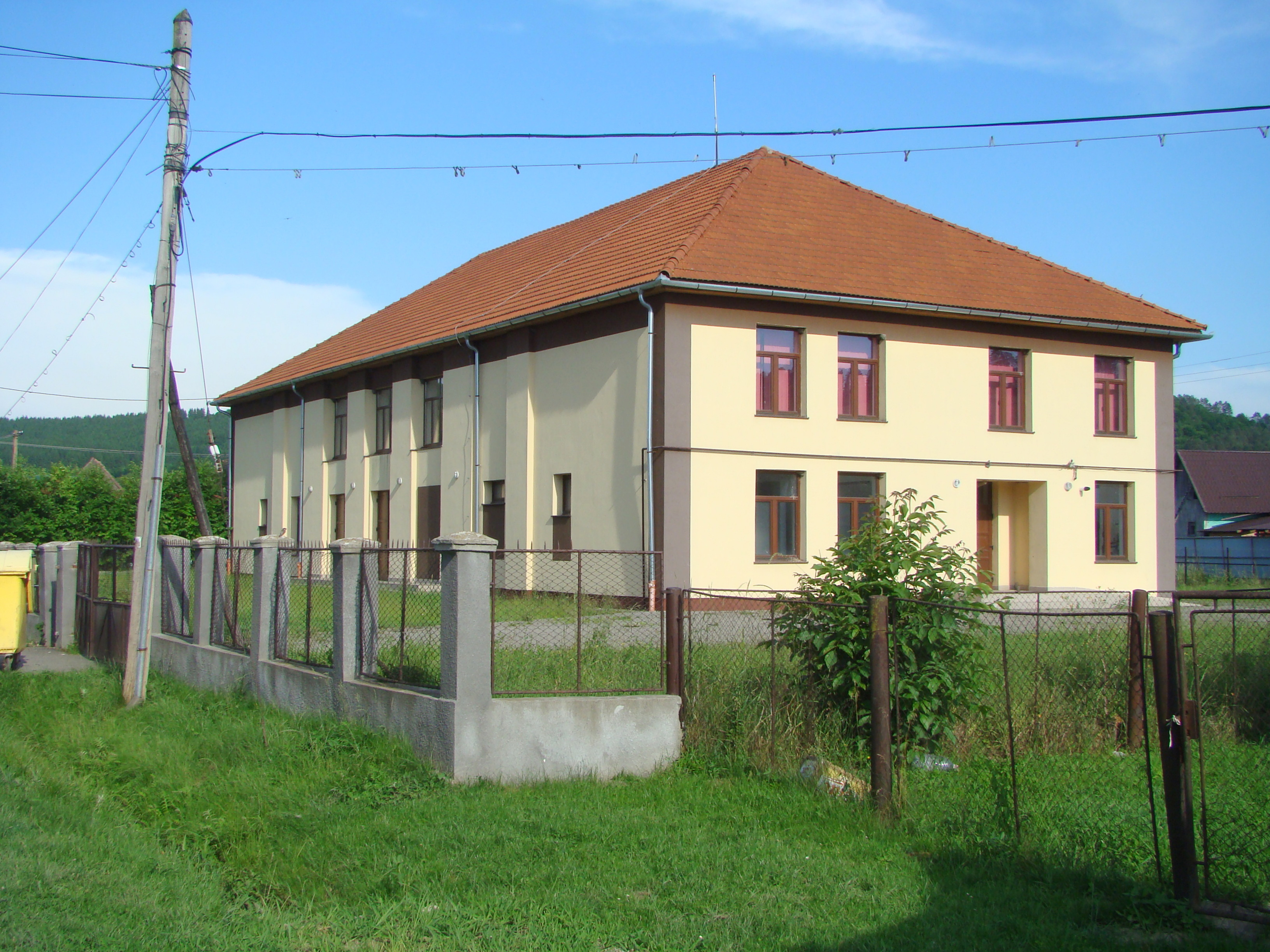
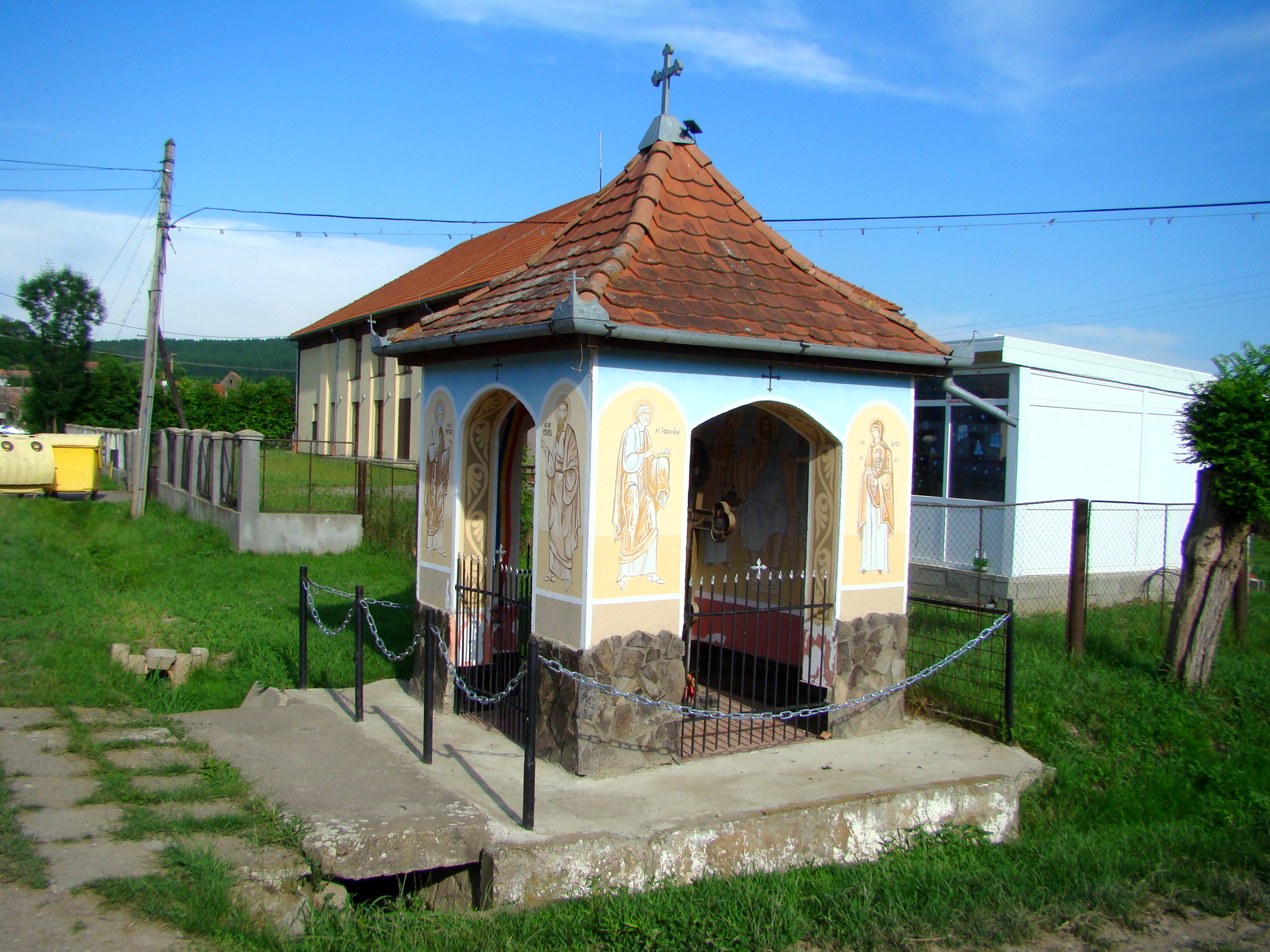
Troița
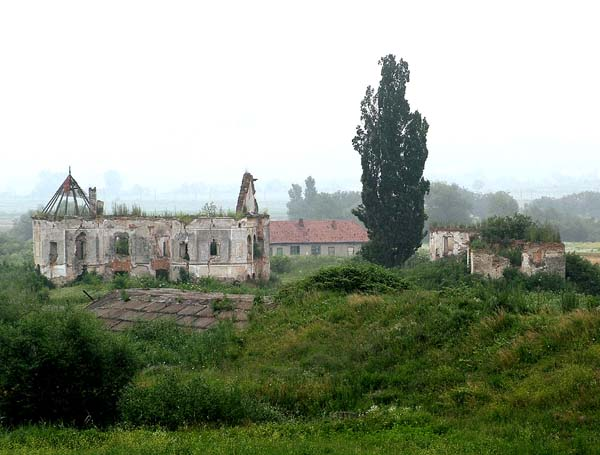
Castelul Bethlen
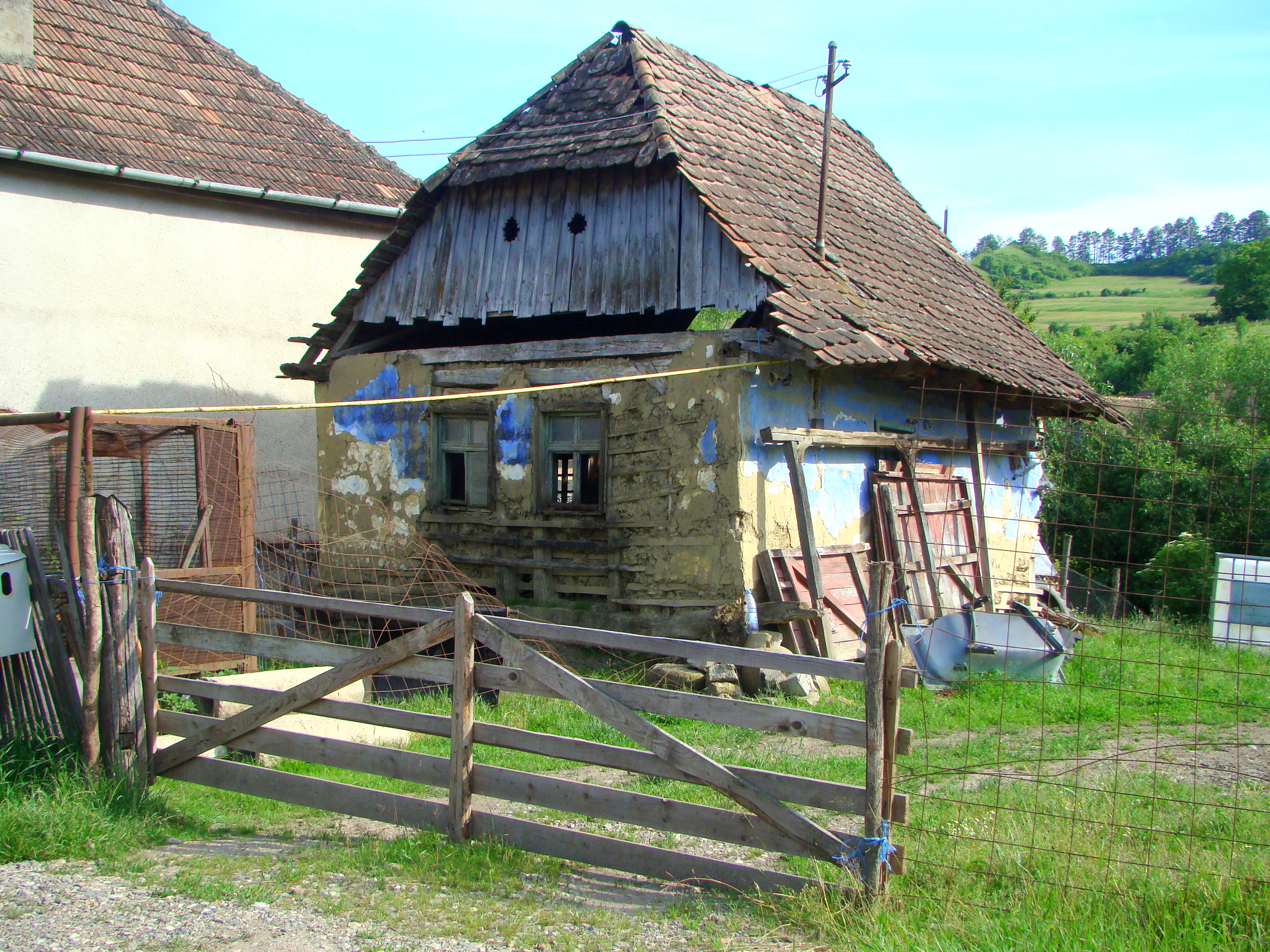
Casă veche de lemn
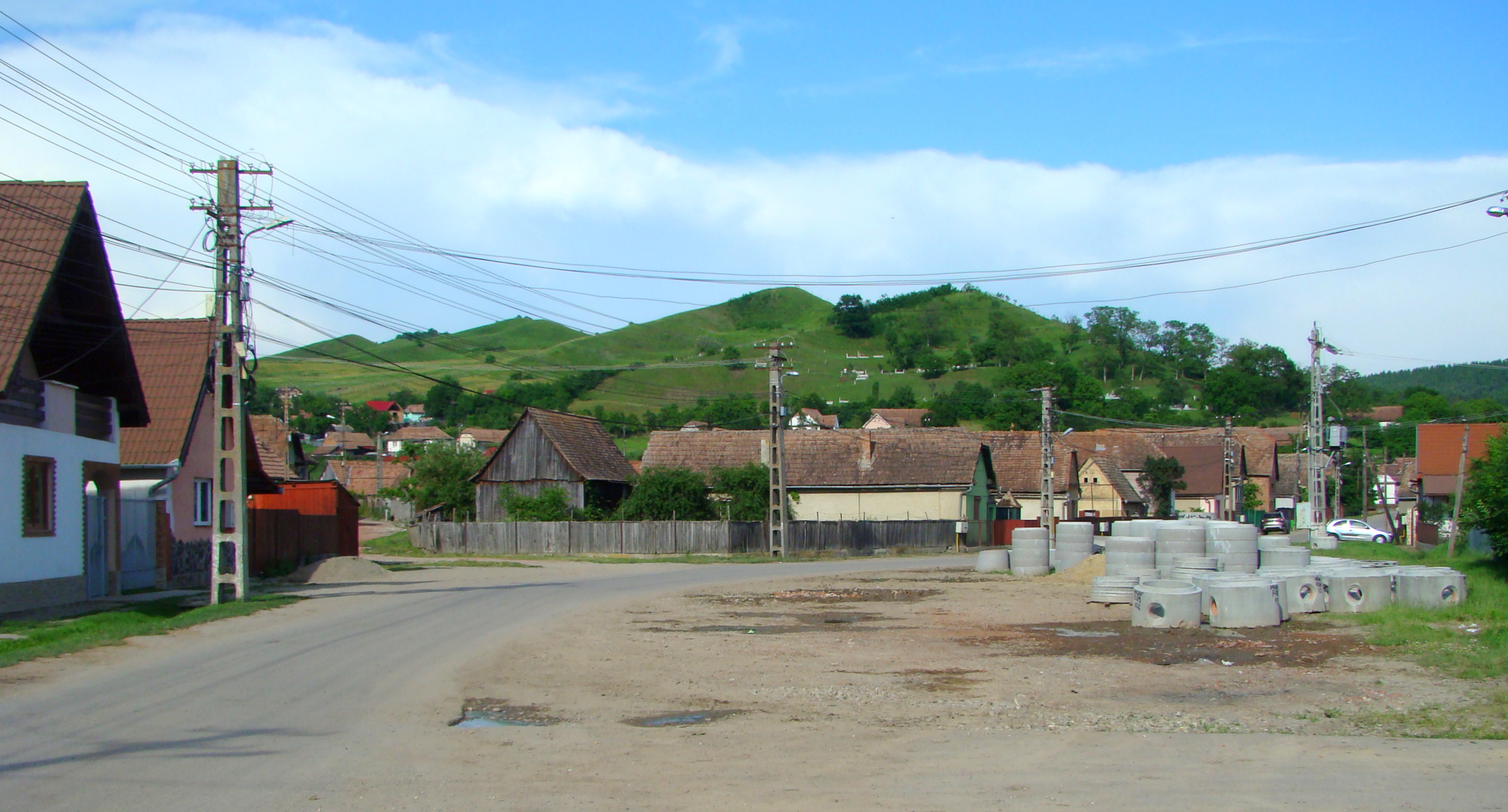
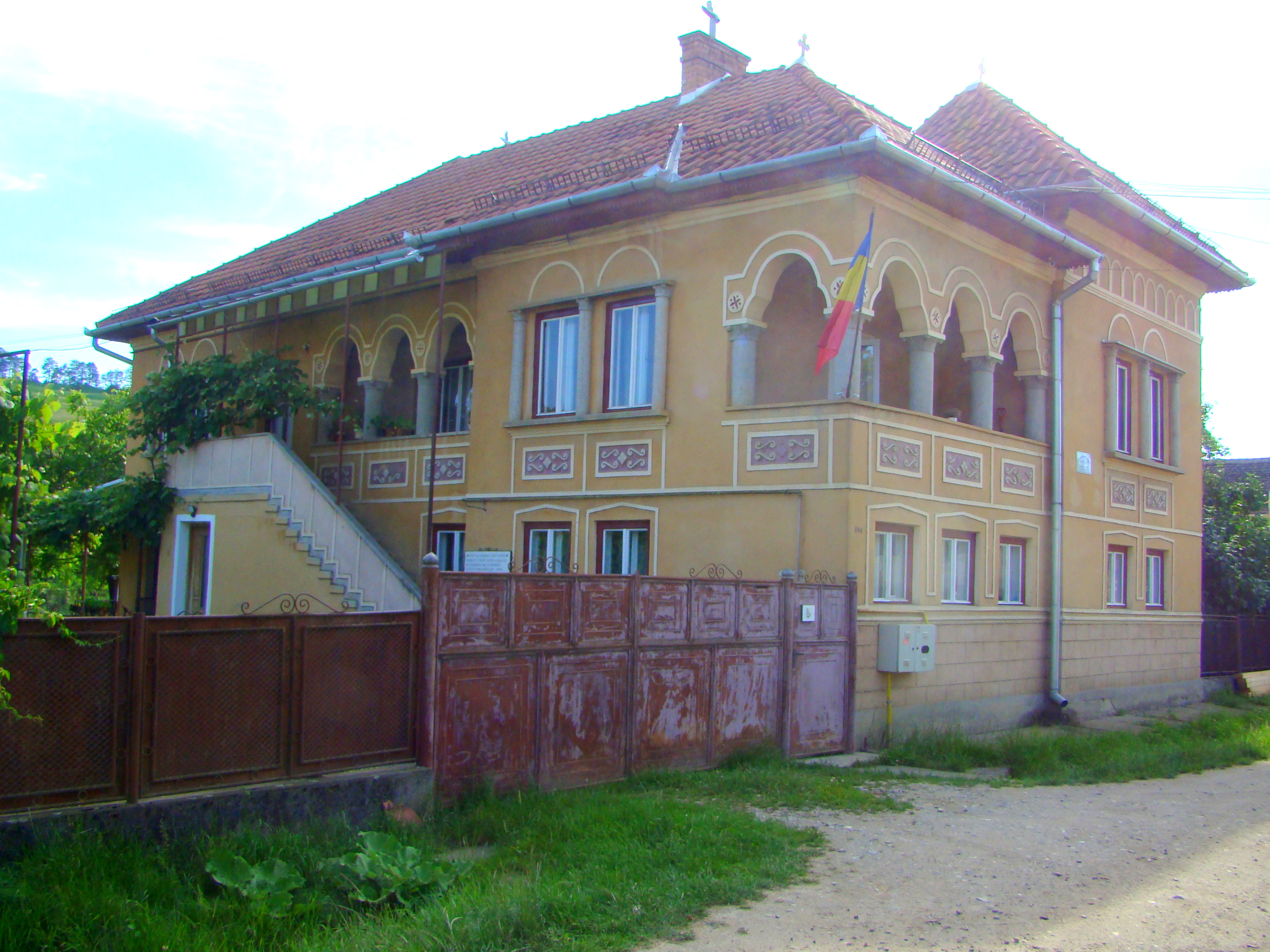
Casa parohială
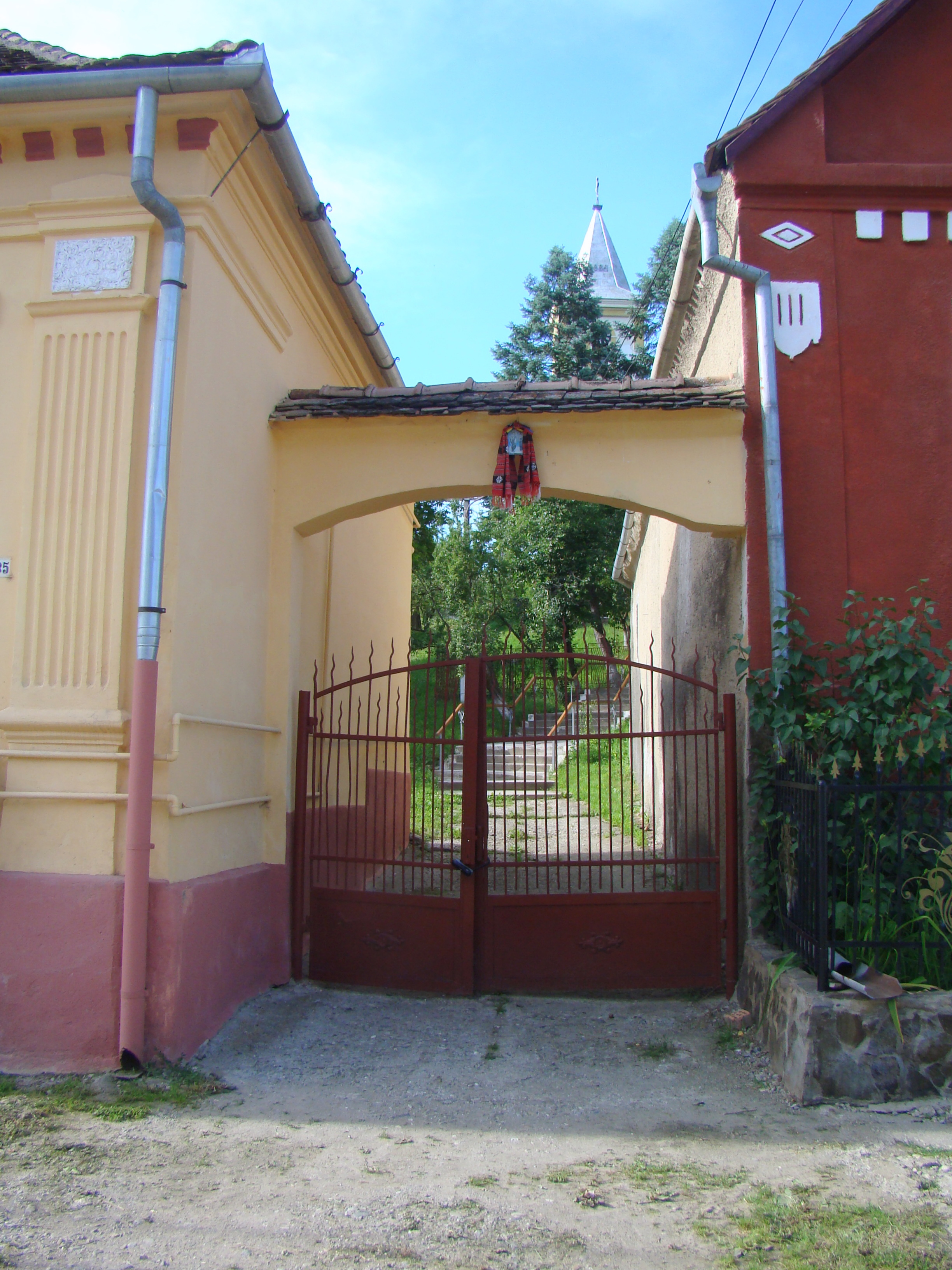
Poarta bisericii
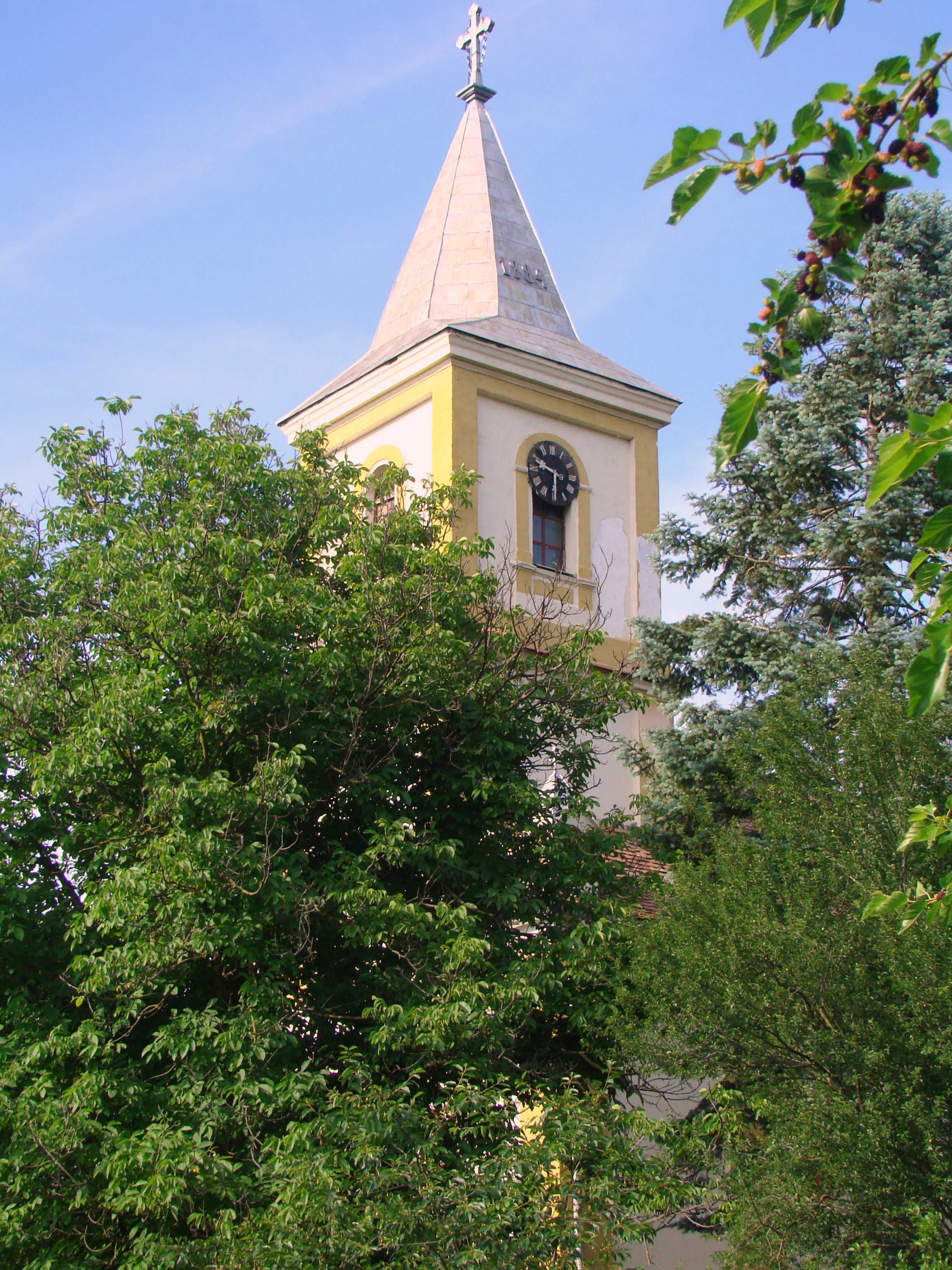
Turnul bisericii „Sfinții Arhangheli”
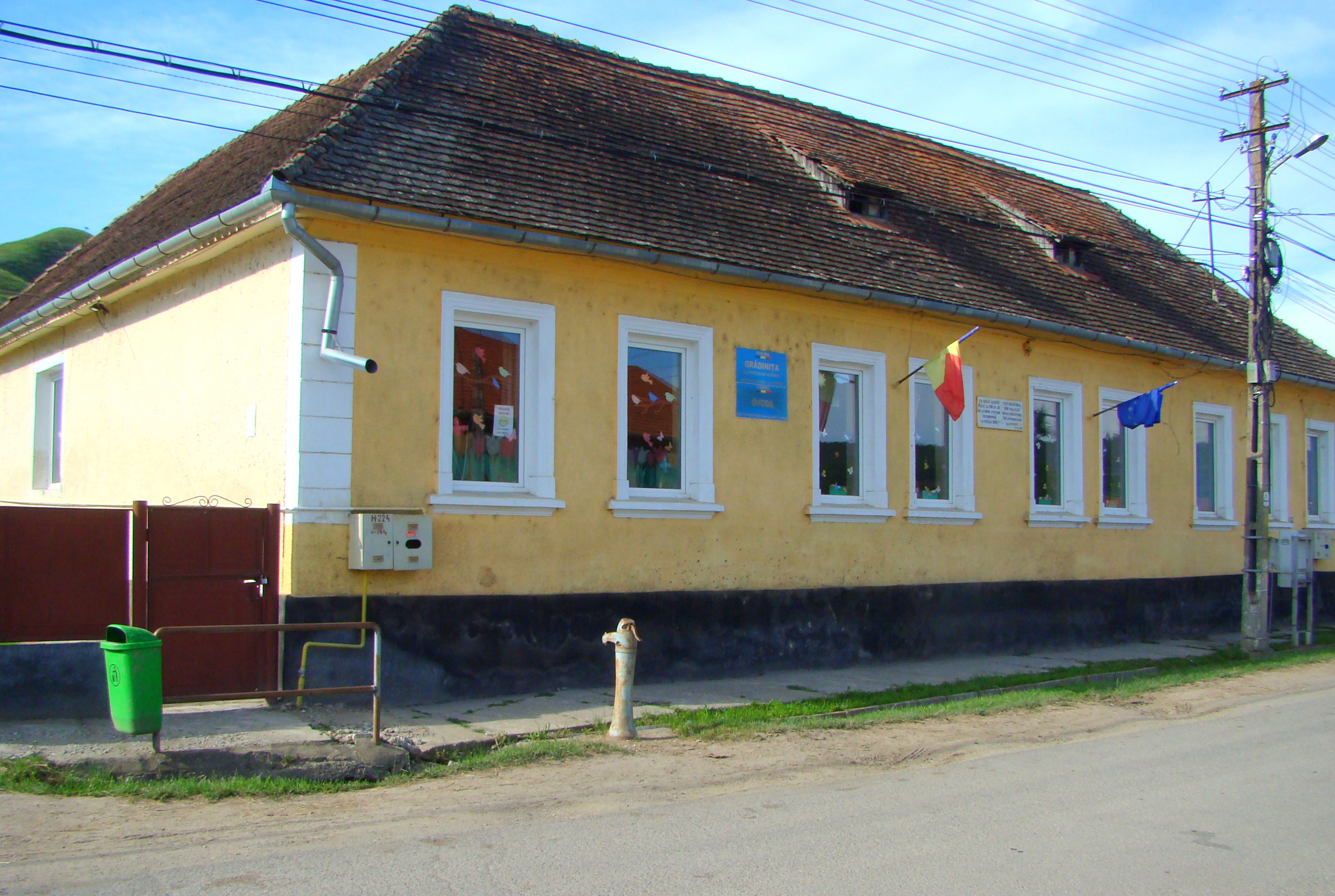
Grădinița
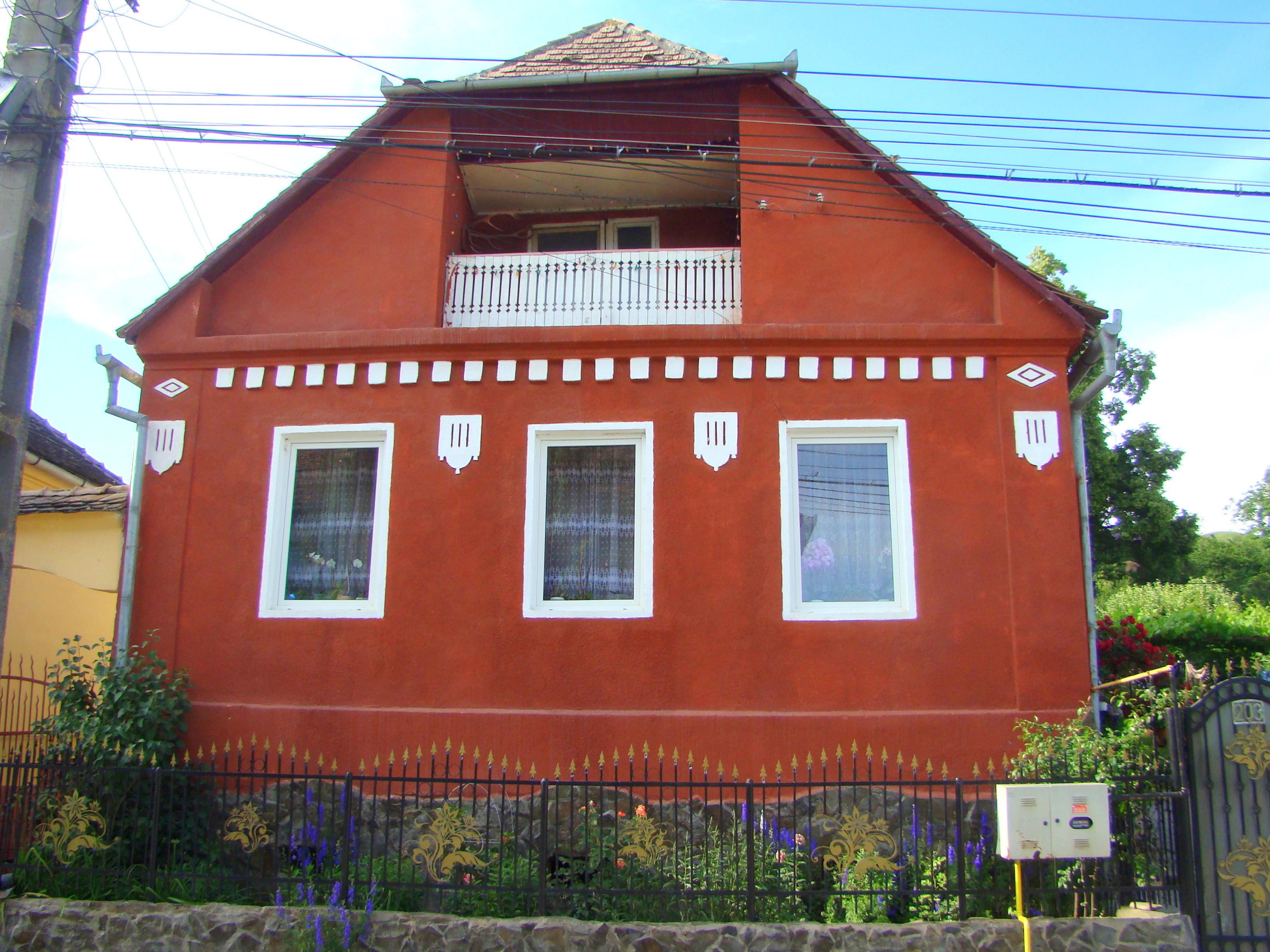
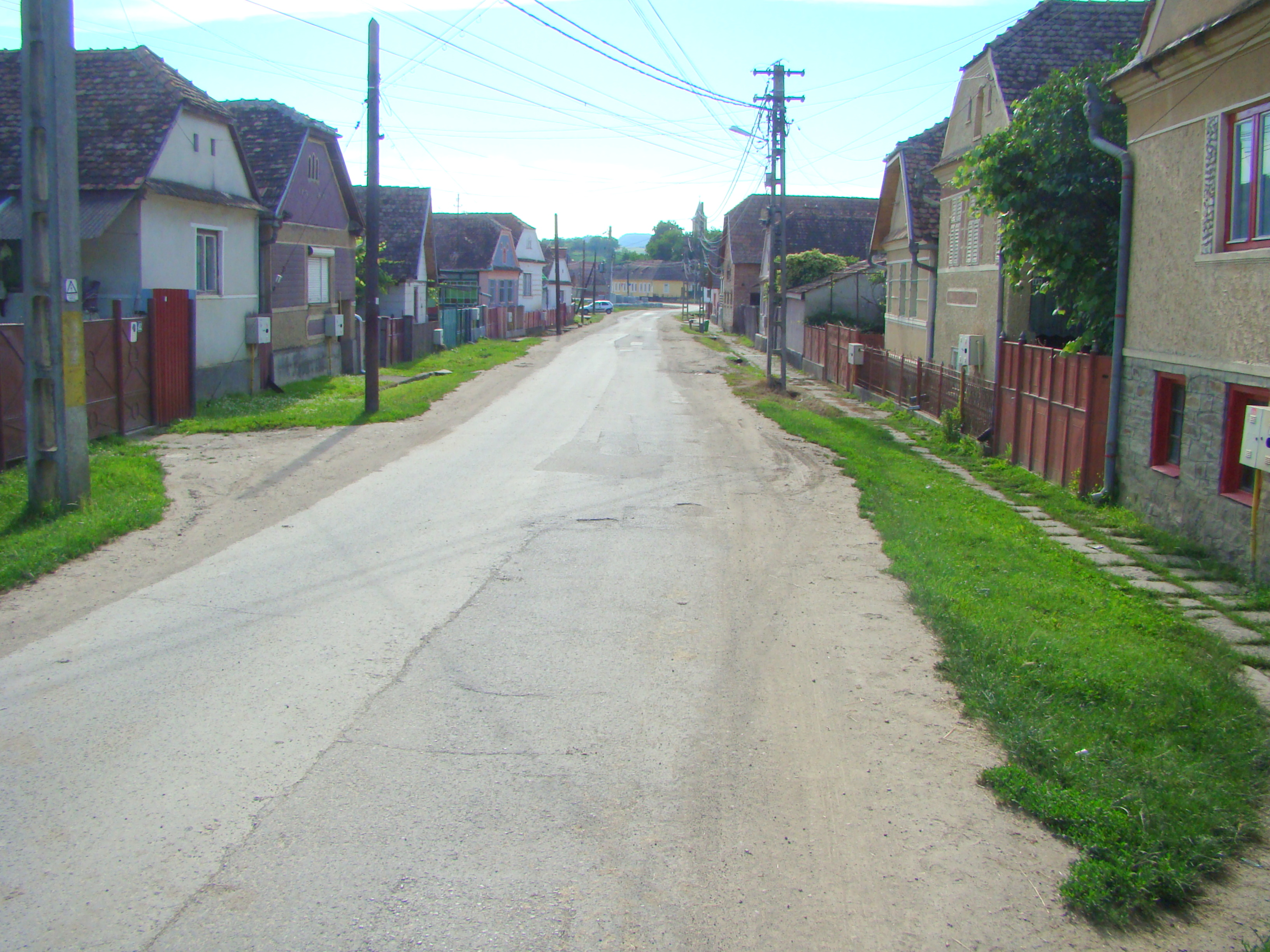